# 李敬锋
李敬锋，清华大学教授，主要从事压电陶瓷与器件，热电材料与器件等方面的研究工作。担任国际热电学会理事、日本工程院外籍院士，入选中华人民共和国教育部2008年度"长江学者"特聘教授。曾就读于华中科技大学机械工程2系金属材料及热处理专业。